# Dreifaltigkeitskathedrale (Magadan)

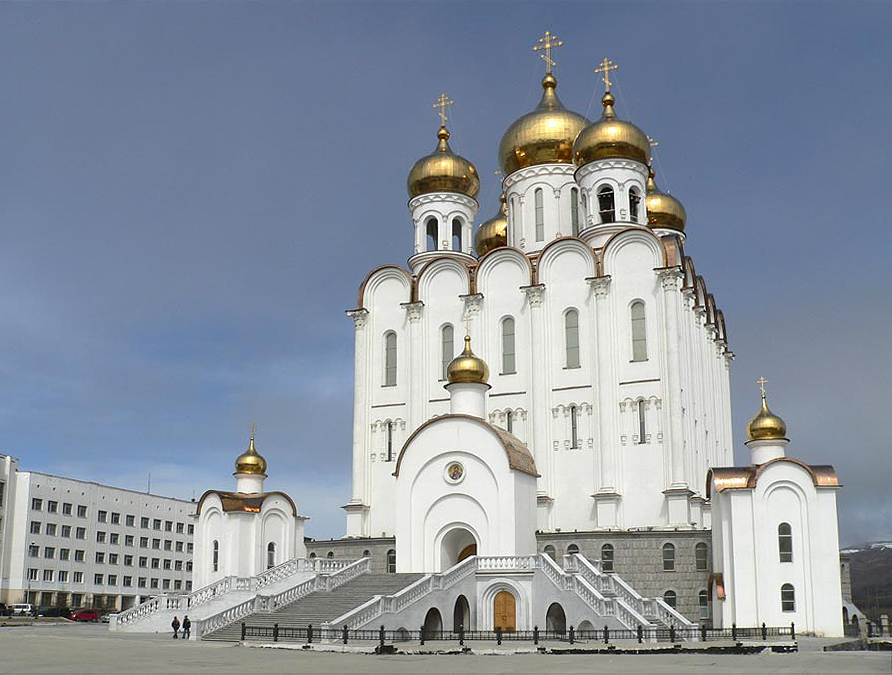

Die Dreifaltigkeitskathedrale (russisch Собор Троицы Живоначальной, abgekürzt Троицкий собор) ist eine in Magadan gelegene russisch-orthodoxe Kathedrale und der Bischofssitz der Eparchie Magadan und Sinegorsk.

## Geschichte
Noch in der Sowjetzeit, im Jahr 1989, fand in Magadan ein Wettbewerb für die Projektierung einer Russisch-Orthodoxen Kathedrale statt. Es wurden 13 Entwürfe eingereicht, wovon der Entwurf des Architektenehepaares Wladimir und Ljudmila Kolosow durch das Moskauer Patriarchat mit der Medaille zum 1000-Jahrestag der Taufe Russlands ausgezeichnet wurde. Danach begann der Zerfall der Sowjetunion, mit der Verschlechterung der wirtschaftlichen Situation im Fernen Osten Russlands, setzte eine lange Pause bei der Umsetzung des Projektes ein.
Anfang des 21. Jahrhunderts begann die Realisierung des Projektes. Es wurde entschieden, die Kathedrale am Leninplatz, am Ufer des Flusses Magadanka, an Stelle des Hauses der Gewerkschaften zu errichten. Dieses war von 1979 bis 1985 im Bau, danach wurde das Bauprogramm abgebrochen und das Gebäude blieb unvollendet. 2001 wurde es größtenteils abgerissen und auf seinem Fundament, unter Verwendung seines Metallskeletts, begann die Errichtung der Kathedrale. Am 14. September 2003 wurde in der noch unvollendeten Kathedrale die erste Liturgie gefeiert. 2008 wurde das Gebäude fertig gestellt. Bis 2010 erstellten Meister aus Palech die Innenmalerei der Kathedrale. Den Ikonostas mit einer Höhe von 18 Metern schufen Meister aus Sofrino sowie Troize-Sergijewa Lawra.
Insgesamt kostete die Errichtung annähernd 900 Mio. Rubel, ein Drittel davon wurde durch Spenden der Bevölkerung aufgebracht. Im Lauf des Bauprozesses wurde der Lenin-Platz in Sobornaja-Platz (also „Kathedralplatz“) umbenannt, ein Lenindenkmal wurde dabei demontiert, stattdessen wurde am 2. Juli 2015 ein Denkmal für Innokenti von Moskau eingeweiht.
Am 1. September 2011 wurde die Kathedrale durch Patriarch Kyrill I. geweiht.

## Beschreibung
Die Dreifaltigkeitskathedrale gehört zu den größten Sakralgebäuden Russlands. Es bestehen zwei Gottesdiensträume – der kleinere für 500 Personen, der größere bietet Platz für ca. 2000 Besucher. Außerdem verfügt das Gebäude über einen Konferenzsaal, ein Refektorium, eine Bibliothek, eine Sonntagsschule, eine Werkstatt für Ikonenmalerei, eine Bäckerei für das Abendmahlsbrot. Der kubische Hauptbaukörper der Kathedrale steht auf einem zweistöckigen Stylobat. Auf den beiden Seiten der Freitreppe befinden sich zwei Kapellen. Die fünftürmige Kathedrale wurde im altrussischen Stil der Architektur von Wladimir-Suzdal errichtet. Die Wände der Kathedrale, mit den beiden Fensterreihen, sind in 5 Sakomaren unterteilt, und mit Pilastern, die mit korinthischen Kapitellen gekrönt sind, ausgestattet. Die Gesamthöhe der Kathedrale mit dem Kreuz beträgt 71,2 Meter. Die Kathedrale verfügt über Glockengiebel.